# Hierochloe recurvata
Hierochloe recurvata är en gräsart som först beskrevs av Eduard Hackel och Thomas Frederic Cheeseman, och fick sitt nu gällande namn av Victor Dmitrievich Zotov. Hierochloe recurvata ingår i släktet Hierochloe och familjen gräs. Inga underarter finns listade i Catalogue of Life.